# Orocuina

Orocuina é uma cidade hondurenha do departamento de Choluteca.